# Kungs-Husby distrikt
Kungs-Husby distrikt är ett distrikt i Enköpings kommun och Uppsala län. 
Distriktet ligger i södra delen av kommunen. 

## Tidigare administrativ tillhörighet
Distriktet inrättades 2016 och utgörs av socknen Kungs-Husby i Enköpings kommun.
Området motsvarar den omfattning Kungs-Husby församling hade vid årsskiftet 1999/2000.